# Centrosema fasciculatum
Centrosema fasciculatum är en ärtväxtart som beskrevs av George Bentham. Centrosema fasciculatum ingår i släktet Centrosema och familjen ärtväxter. Inga underarter finns listade i Catalogue of Life.